# Cladocarpus carinatus
Cladocarpus carinatus is een hydroïdpoliep uit de familie Aglaopheniidae. De poliep komt uit het geslacht Cladocarpus. Cladocarpus carinatus werd in 1900 voor het eerst wetenschappelijk beschreven door Nutting. 